# Lietuvos moterų krepšinio lyga
Die Lietuvos moterų krepšinio lyga (LMKL) ist die höchste Spielklasse für Frauen-Basketball in Litauen.

## Saison 2014–2015
- Kibirkštis–Viči Vilnius
- Jaunieji talentai Vilnius
- MKK Utena
- Marijampolės "Sūduva"
- Fortūna Klaipėda
- Šiauliai–Universitetas
- Kauno "Aistės–LSU–Paradis"
- Hoptrans–Sirenos Kaunas

## Meister
- 1989–1990 Vilniaus "Kibirkštis"
- 1990–1991 Vilniaus "Kibirkštis"
- 1991–1992 Vilniaus "Kibirkštis"
- 1992–1993 Vilniaus "Kibirkštis"
- 1993–1994 LKKI Viktorija Kaunas
- 1994–1995 Vilniaus "Lietuvos telekomas"
- 1995–1996 Vilniaus "Lietuvos telekomas"
- 1996–1997 Kauno "Laisvė"
- 1997–1998 Kauno "Laisvė"
- 1998–1999 Kauno "Laisvė"
- 1999–2000 Vilniaus "Lietuvos telekomas"
- 2000–2001 Vilniaus "Lietuvos telekomas"
- 2001–2002 Vilniaus "Lintel 118"
- 2002–2003 Vilniaus "Lietuvos telekomas"
- 2003–2004 Vilniaus "Lietuvos telekomas"
- 2004–2005 Vilniaus "Lietuvos telekomas"
- 2005–2006 Vilniaus "Lietuvos telekomas"
- 2006–2007 Vilniaus "TEO"
- 2007–2008 Vilniaus "TEO"
- 2008–2009 Vilniaus "TEO"
- 2009–2010 Vilniaus "TEO"
- 2010–2011 Kauno "VIČI-Aistės"
- 2011–2012 Kauno "VIČI-Aistės"
- 2012–2013 Vilniaus "Kibirkštis–VIČI"
- 2013–2014 Vilniaus "Kibirkštis–VIČI"
- 2014–2015 MKK Utena
- 2015–2016 "Hoptran Sirenos" Kaunas
- 2016–2017 MKK  "Sūduva" Marijampolė
- 2017–2018 "Hoptran Sirenos" Kaunas